# エスタディオ・キスケージャ
エスタディオ・キスケージャ（Estadio Quisqueya）は、ドミニカ共和国の首都サントドミンゴ北部にある野球場。1955年10月23日に開場した。16,500人収容。
リーガ・ドミニカーナ・デ・ベイスボル・インベルナルの2チーム、ティグレス・デル・リセイとレオネス・デル・エスコヒードがそれぞれ本拠地にしている。2004年には当球場でカリビアンシリーズが開催され、ティグレス・デル・リセイが5年ぶり9回目の優勝を地元で飾った。